# ヘンドリク・ヤコブス・ショルテン
ヘンドリク・ヤコブス・ショルテン（Hendrik Jacobus Scholten、1824年7月11日 - 1907年5月29日）はオランダの画家、版画家である。風俗画や人物画を描いた。多くのオランダの美術団体に所属したが、デン・ハーグの美術家グループ、「プルクリ・スタジオ」 のメンバーの一人でもあった。

## 略歴
アムステルダムで生まれた。アムステルダムの王立芸術アカデミーでグレーフェ(Petrus Franciscus Greive)に学んだ 。1852年に王立芸術アカデミーの会員になった。アムステルダムの美術団体「Arti et Amicitiae」や「美術推進協会(Kunstbevorderend Genootschap V.W.)」「聖ルカ組合(Vereeniging Sint Lucas)」の会員になり、デンハーグの「プルクリ・スタジオ」 やユトレヒトの「Schilder- en teekengenootschap Kunstliefde」の会員でもあった。
18世紀の富豪、ピーター・テイラー・ヴァン・デ・フルストによって設立されたハールレムのテイラース博物館(Teylers Museum)の学芸員に1872年に任じられ、1904年に博物館にための美術品のコレクションの目録を出版するなどの貢献をした。
17世紀の風俗画家、ピーテル・デ・ホーホの影響をうけて風俗画や室内画を描いた。ショルテンの作品はアムステルダム国立美術館やアムステルダム市立美術館などに収蔵されている。

## 作品

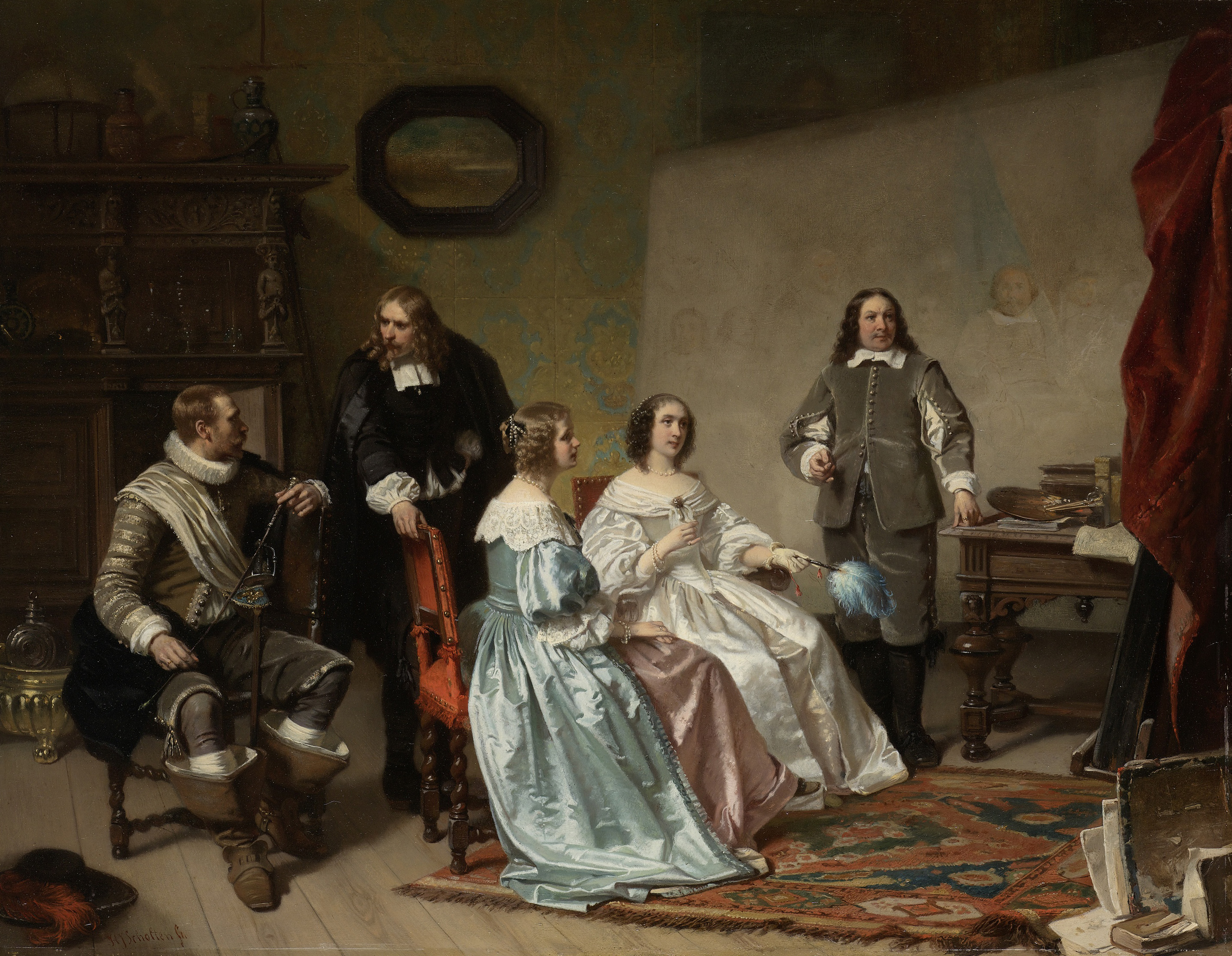
バルトロメウス・ファン・デル・ヘルストを訪問したオランダ王女
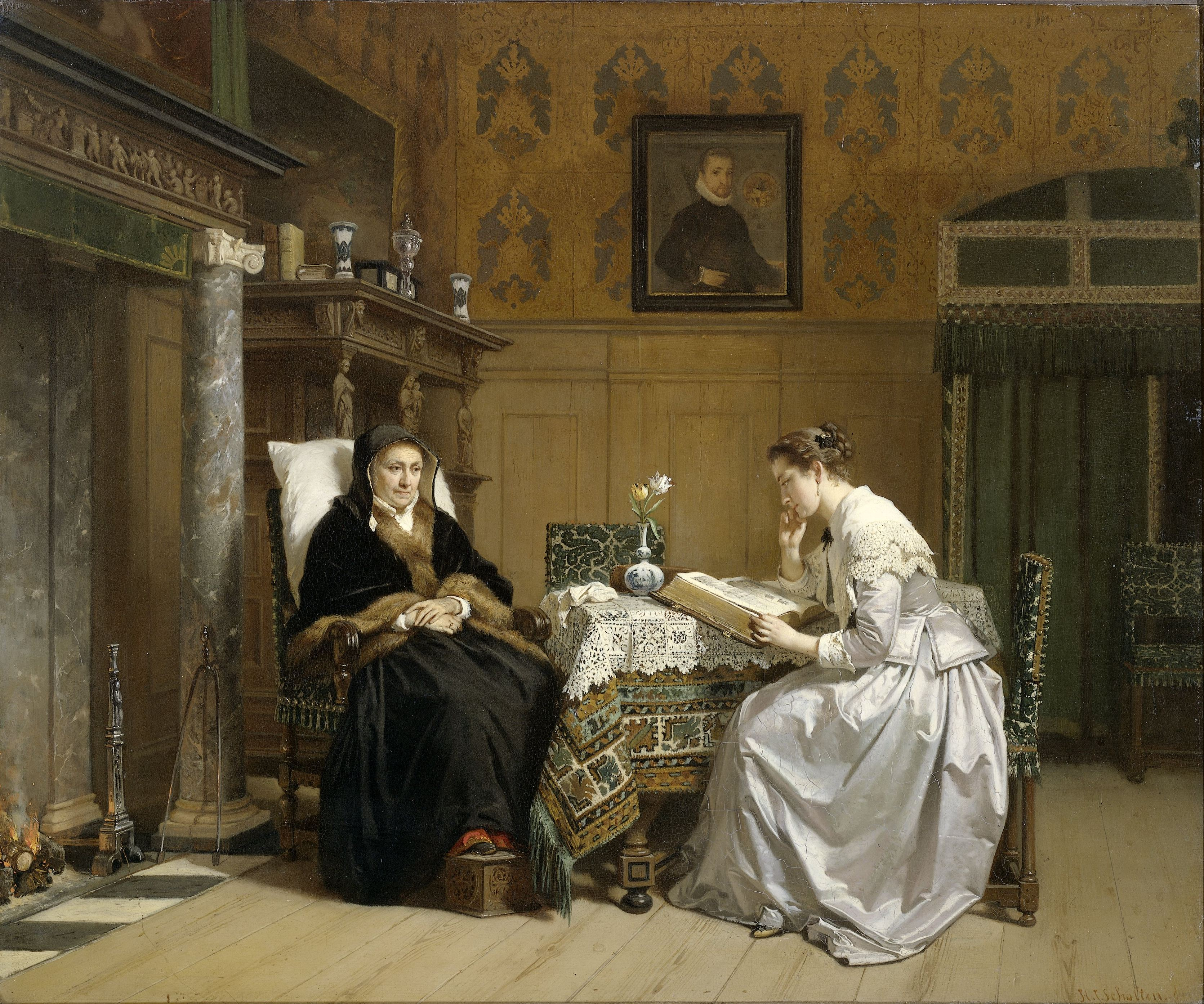
日曜日の朝(1868)
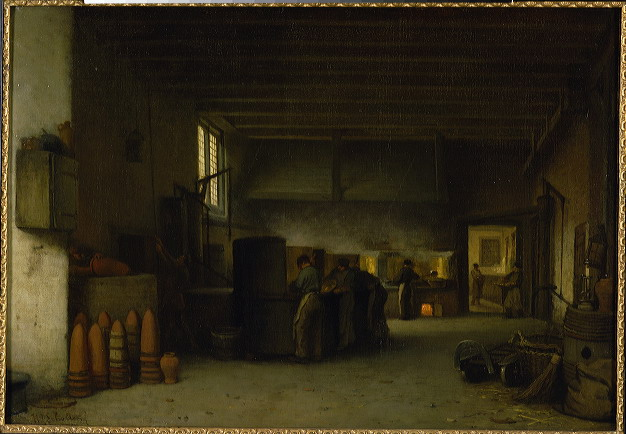
砂糖工場の室内

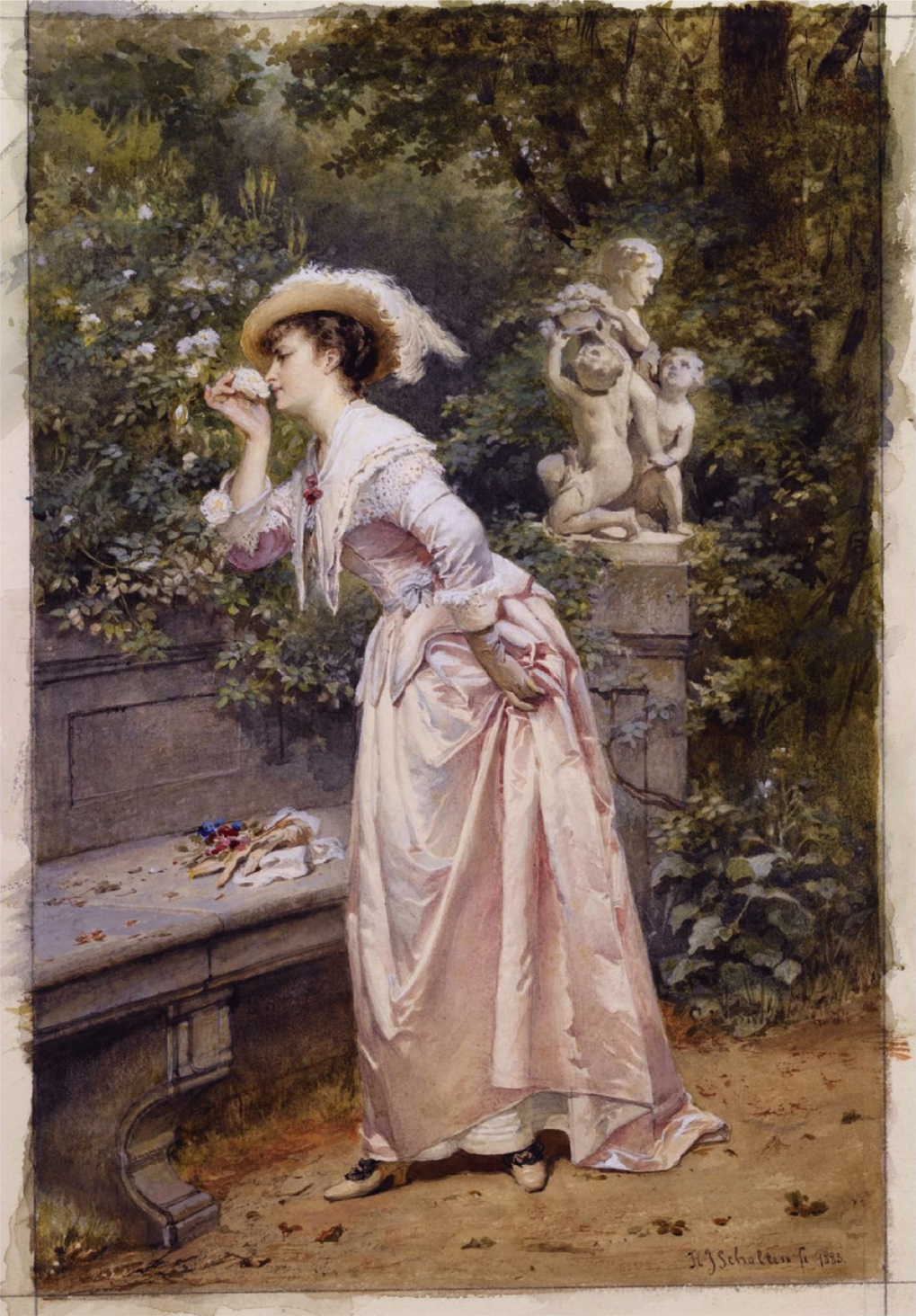
「バラの香りをかぐ貴婦人」(1883)
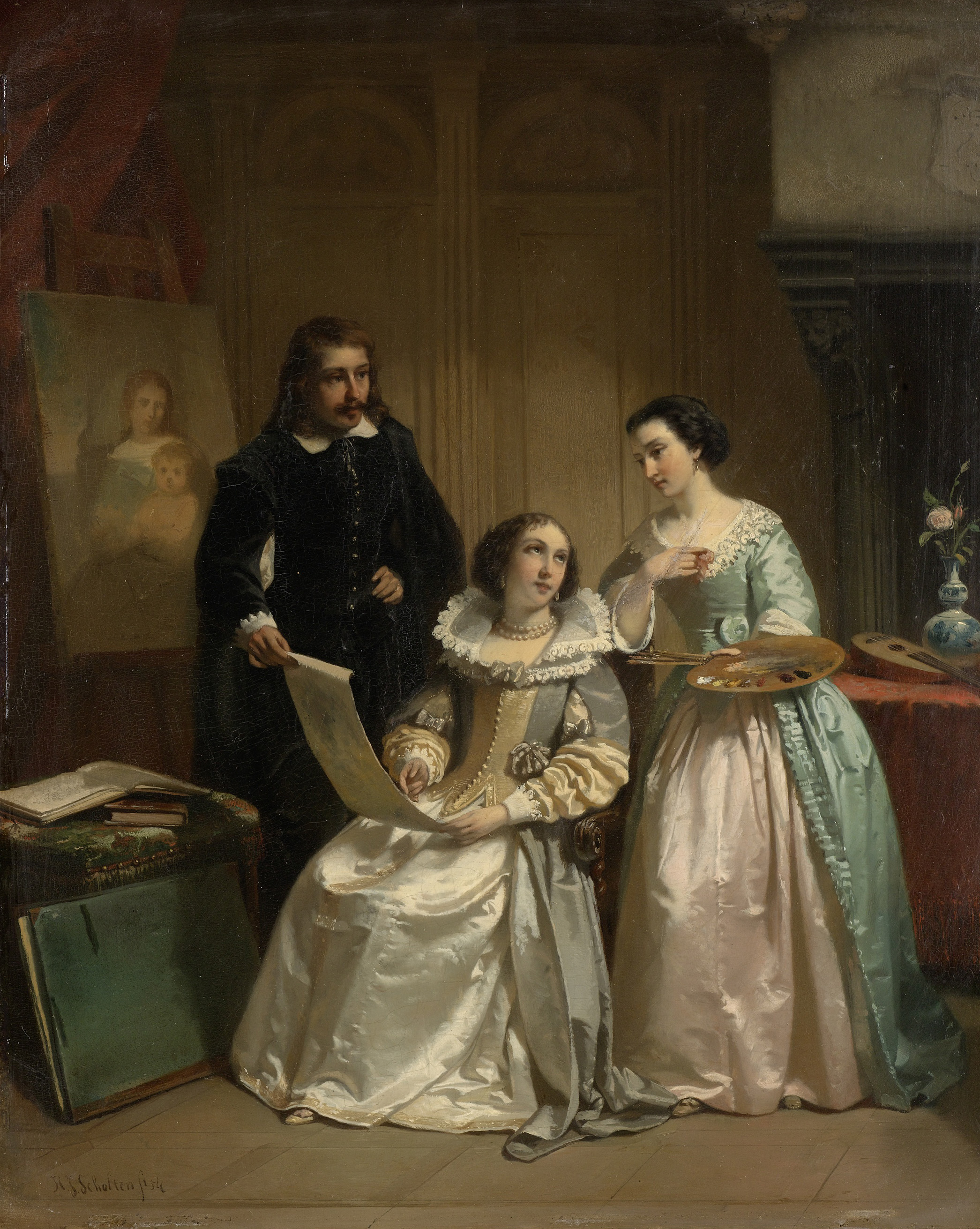
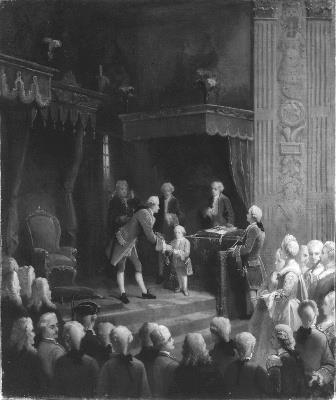
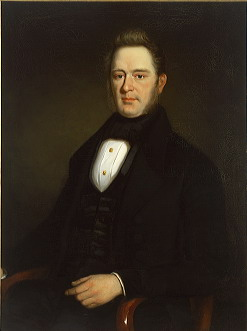